# Biston marmoraria
Biston marmoraria là một loài bướm đêm trong họ Geometridae.